# 狮门娱乐
獅門娛樂公司（英語：Lions Gate Entertainment Corporation），通稱獅門公司（Lionsgate），是一家美國娛樂公司。該公司在1997年7月10日成立於加拿大不列颠哥伦比亚省溫哥華，現在總部位於美國加利福尼亞州圣莫妮卡。
獅門娛樂公司除了擁有北美地區收入第七高的電影廠牌——獅門電影之外，還擁有獅門電視和獅門互動等部門。同時獅門娛樂還有其他子公司，例如：電影製片公司頂峰娛樂、聯播電視節目製作公司戴瑪-墨丘利公司等。

## 業務

### 電影業務
獅門電影除了發行其他製片廠影片的家庭視頻之外，其片庫也包含其成功兼併的電影公司的作品（除了其內部作品），例如：特利馬克電影公司、威斯頓電影和藝匠娛樂公司。獅門電影擁有這些作品在全球範圍內的全部授權。

#### 獅門娛樂天地
獅門娛樂天地是中國珠海橫琴“創新方” 與獅門影業合作成立的主題互動體驗中心，佔地22,000平方米。

### 音樂業務
獅門娛樂旗下的唱片廠牌及音樂出版公司是獅門唱片與出版公司，由獅門娛樂聯合音樂出版公司結尾唱片聯合投資建立。

### 互動業務
獅門互動是獅門娛樂旗下負責電子遊戲開發的部門。該部門建立於2014年4月，由書呆子工業聯合創始人彼得·萊文（Peter Levin）領導。

## 外部連結
- 官方网站